# Ordine di Kutuzov
L'Ordine di Kutuzov (in russo Орден Кутузова?, Orden Kutuzova) è un'onorificenza dell'Unione Sovietica mantenuta dalla Federazione Russa dopo lo scioglimento dell'Unione.

## Storia
L'Ordine di Kutuzov è chiamato così in onore del generale russo Michail Illarionovič Kutuzov.
Entrata ufficialmente in vigore il 29 luglio 1942, (durante la grande guerra patriottica) per decisione del governo sovietico, la decorazione fu creata allo scopo di premiare anziani ufficiali dell'Armata rossa, che avevano guidato reparti dell'esercito a sferrare degli attacchi decisivi e vittoriosi. Tale onorificenza non è mai stata abolita, e per questo rimane ancora oggi una delle principali decorazioni militari russe.
Dopo lo scioglimento dell'Unione Sovietica, l'Ordine venne mantenuto dalla Federazione Russa ed abolito in seguito, il 7 settembre 2010, per essere sostituito da un ordine omonimo.

## Classi
L'Ordine disponeva delle seguenti classi di benemerenza:
- I Classe (675 assegnazioni)
- II Classe (3326 assegnazioni)
- III Classe (3328 assegnazioni)

Il generale Ivan Galanin, distintosi nella celebre vittoria di Stalingrado, fu il primo ad ottenere questo riconoscimento. Dal 1942 sino al termine della guerra, l'ordine di Kutuzov di primo grado fu assegnato in totale in 669 occasioni, in due varianti: una più chiara e l'altra più scura.
La medaglia di secondo grado fu assegnata a 3.325 corpi, divisioni e comandanti di brigata.
Invece, con la medaglia di terzo grado, creata successivamente agli altri due l'8 febbraio 1943, furono premiati comandanti di Reggimento, i loro consiglieri e comandanti di compagnia. Nell'arco di tre anni, ne furono assegnate 3.328.
| Insegne    | Insegne   | Insegne  |
| ---------- | --------- | -------- |
|            |           |          |
| Nastri     |           |          |
| III Classe | II Classe | I Classe |